# Línea 396 (Montevideo)
La línea 396  de la red de transporte urbano de Montevideo une la terminal Ciudadela con la intersección de las avenidas Mendoza e Instrucciones.

## Características
Fue creada en los años setenta a modo de sustitución de la línea 96 adquirida por la Unión Cooperativa Obrera como consecuencia del cierre de la Administración Municipal de Transporte.

### Frecuencia
En los días hábiles y sábados su circulación cuenta con una frecuencia cada 13 minutos y 17 minutos respectivamente en horarios picos, disminuyendo hacia el final del día a un vehículo cada 60 minutos aproximadamente. Los días festivos su circulación es cada 57 minutos.
| Línea 396                      | Días hábiles | Sábados | Días festivos |
| ------------------------------ | ------------ | ------- | ------------- |
| Primera salida desde Mendoza   | 5:00         | 5:04    | 8:45          |
| Última salida desde Mendoza    | 20:24        | 20:20   | 20:49         |
| Primera salida desde Ciudadela | 5:56         | 5:58    | 7:42          |
| Última salida desde Ciudadela  | 21:00        | 21:13   | 21:43         |

## Recorridos
Circula en ambos sentidos por los barrios Jardines de Instrucciones, Casavalle, Borro, Barrio Cóppola, Cerrito de la Victoria, Brazo Oriental, Reducto, La Aguada, Cordón, Centro y Ciudad Vieja. 
| - Terminal Ciudadela - Juncal - Piedras - Cerro Largo - Florida - Mercedes - Fernández Crespo - Avenida de las Leyes - Batoví - Yatay - Avenida General San Martín - Hum - Juan Arteaga - Chimborazo - Avenida Burgues - Rancagua - Avenida General San Martín - Bulevar Aparicio Saravia - Pasaje 322 - Camino General Leandro Gómez - José Martirené - Isidro Mas de Ayala - Justo Montes Pareja - Víctor Escardó y Anaya - José Martirené - Orsini Bertani - Avenida General San Martín - Antillas - Avenida Instrucciones - Terminal Mendoza | - Terminal Mendoza - Avenida de las Instrucciones - Antillas - Querétaro - Los Ángeles - Avenida General San Martín - Orsini Bertani - José Martirené - Víctor Escardó y Anaya - Justo Montes Pareja - Isidro Mas de Ayala - José Martirené - Bulevar Aparicio Saravia - Avenida General San Martín - Rancagua - Avenida Burgues - Hum - Avenida General San Martín - Avenida Agraciada - Avenida de las Leyes - Madrid - Magallanes - Miguelete - Arenal Grande - Avenida Uruguay - Eduardo Acevedo - Colonia - Rio branco - Avenida Uruguay - Piedras - Juncal - Terminal Ciudadela |

### Vuelta
- Caja de Jubilaciones (Domingos)